# Eclipse solar del 20 de abril de 2023
Un eclipse solar híbrido ocurrió el jueves 20 de abril de 2023. Un eclipse solar ocurre cuando la Luna pasa entre la Tierra y el Sol, oscureciendo total o parcialmente la imagen del Sol para un espectador en la Tierra. 
Un eclipse solar total ocurre cuando el diámetro aparente de la Luna es mayor que el del Sol, bloqueando toda la luz solar directa, convirtiendo el día en oscuridad. Un eclipse solar híbrido es un tipo raro de eclipse solar que cambia su apariencia de anular a total y viceversa a medida que la sombra de la Luna se mueve sobre la superficie de la Tierra. La totalidad ocurre en un camino estrecho a través de la superficie de la Tierra, con el eclipse solar parcial visible sobre una región circundante de miles de kilómetros de ancho. Los eclipses solares híbridos son extremadamente raros y ocurren en solo el 3,1 % de los eclipses solares en el siglo XXI.
La totalidad de este eclipse fue visible en la península del Cabo Noroeste y la Isla Barrow en Australia Occidental, las partes orientales de Timor Oriental, así como la Isla Damar y partes de la provincia de Papúa en Indonesia. Más de 20 000 personas vieron el eclipse desde Exmouth, Australia Occidental, ya que fue el lugar terrestre más accesible del planeta para verlo. Este evento le costó al Gobierno Estatal de Australia Occidental AU$ 20 millones (US$ 13.5 millones) en los gastos de planificación y logística. La fecha marcó un momento significativo para el astroturismo y el turismo en Australia Occidental.
Fue un eclipse híbrido, con partes de su camino cerca del amanecer y el atardecer como anulares. Ocurriendo solo 4,1 días después del perigeo (perigeo del domingo 16 de abril de 2023), el diámetro aparente de la Luna fue un 1,02 % mayor que el promedio.

## Galería

### Filipinas

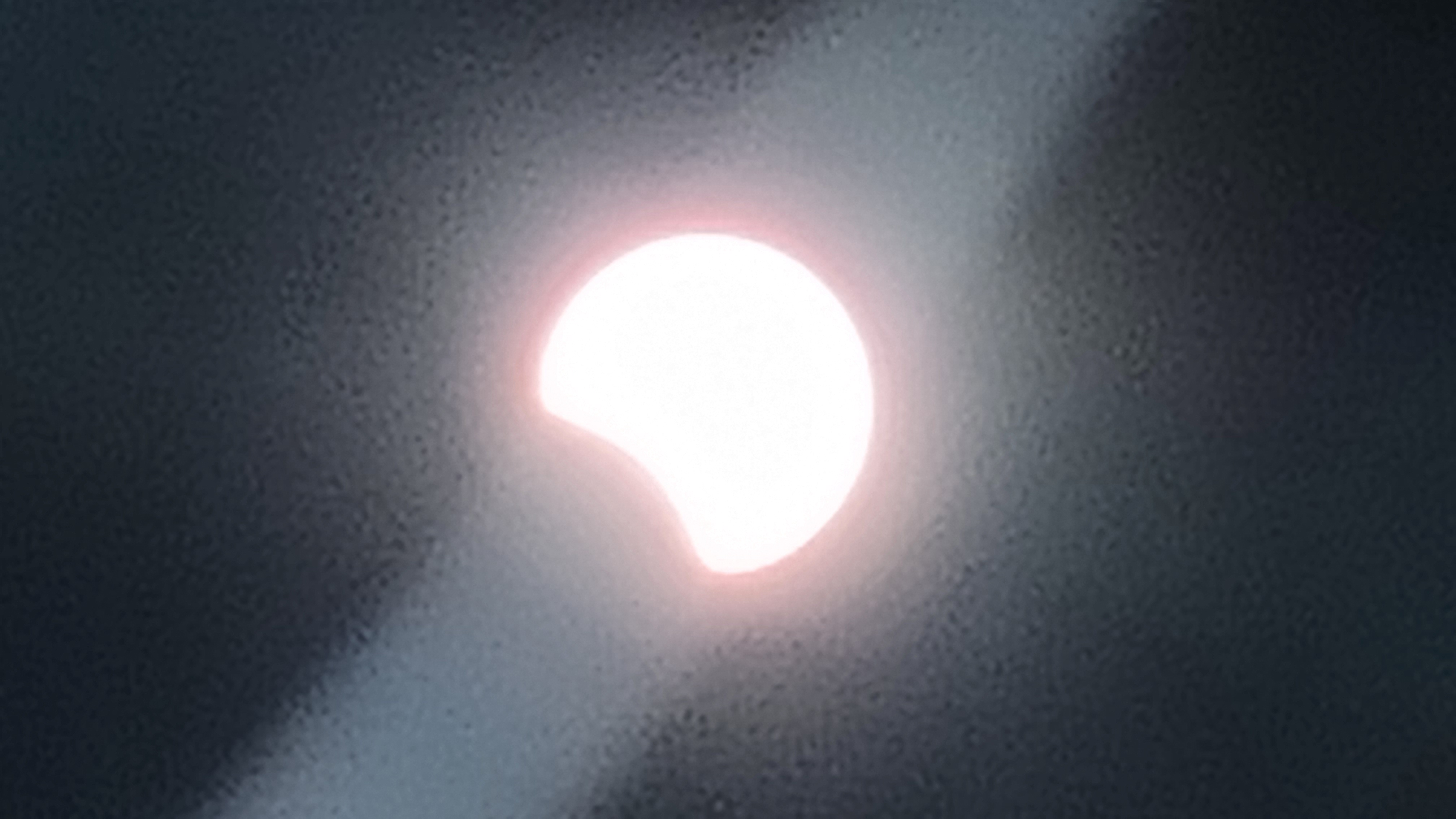
Parcial desde San Fernando, Pampanga, 04:50 UTC
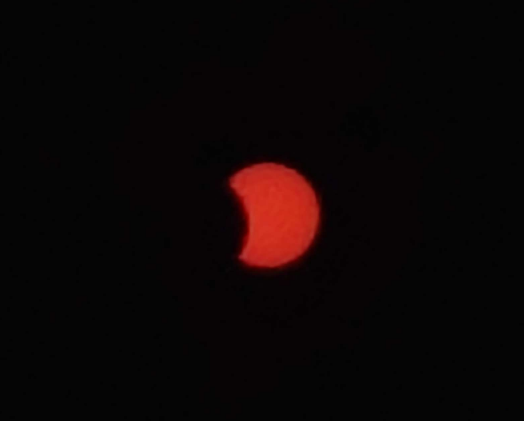
Parcial desde Magalang, Pampanga, 04:55 UTC
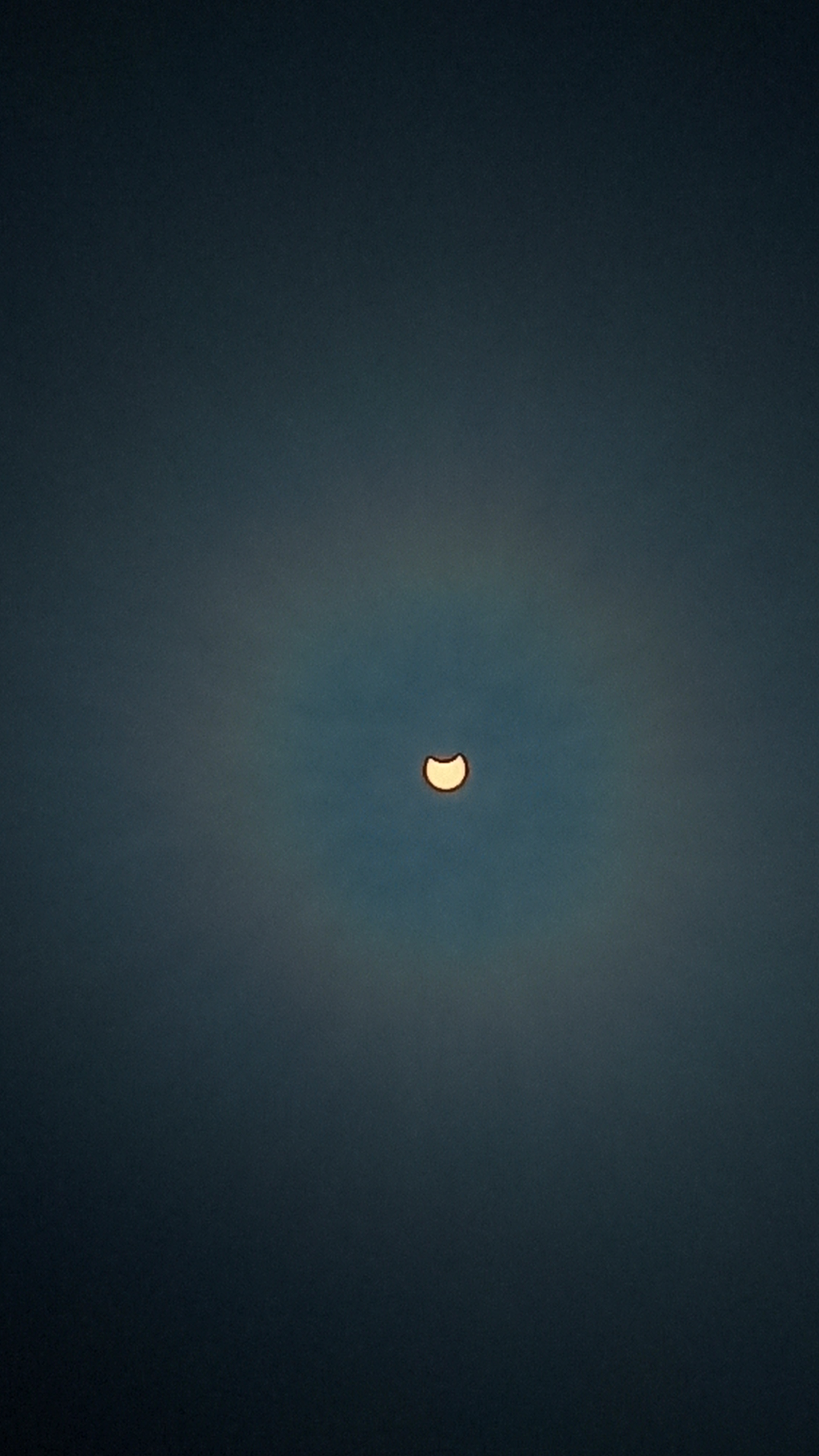
Parcial desde San Jose del Monte, Bulacan, 04:55 UTC

### Indonesia

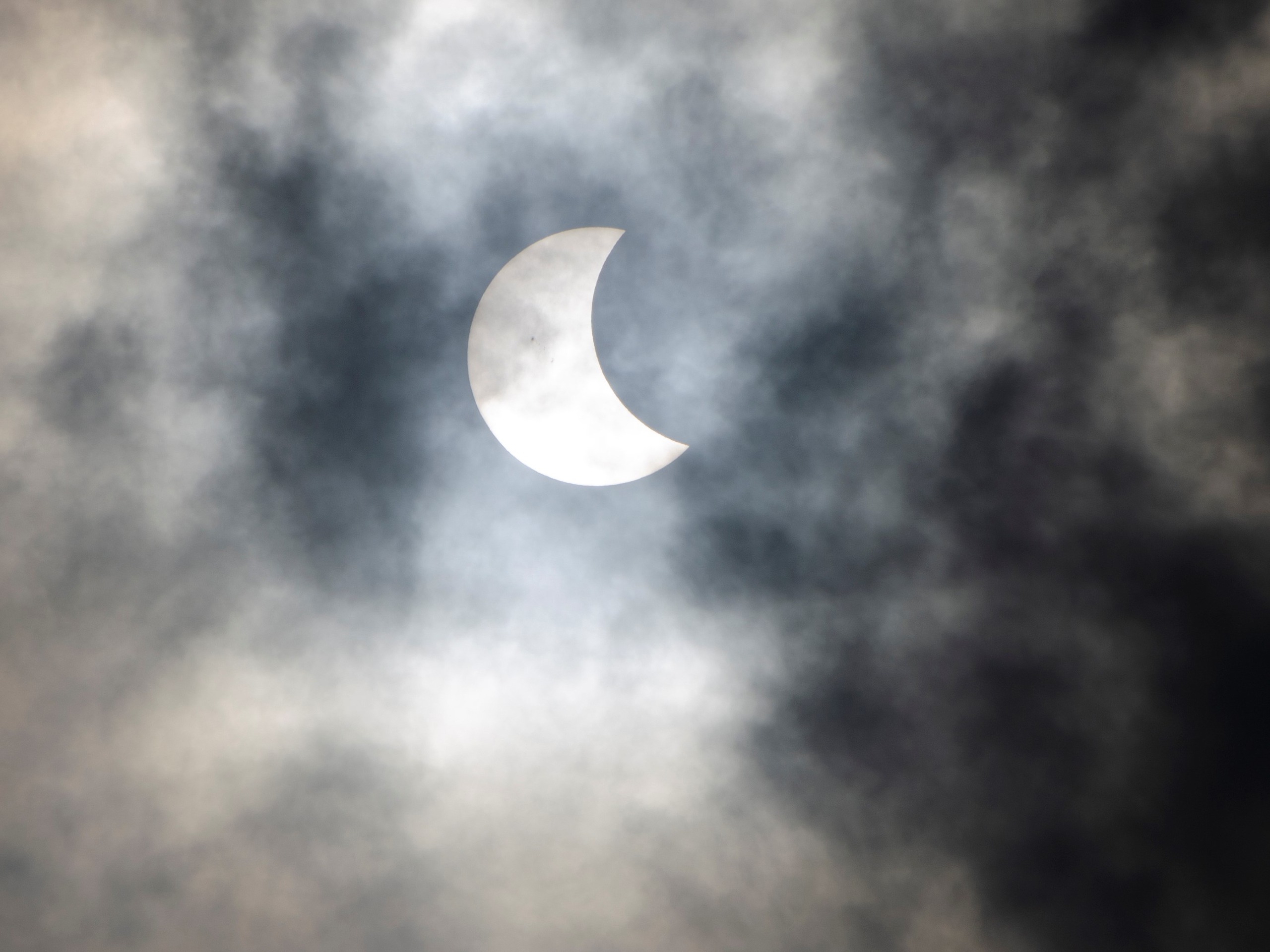
Parcial desde Yakarta, 03:47 UTC
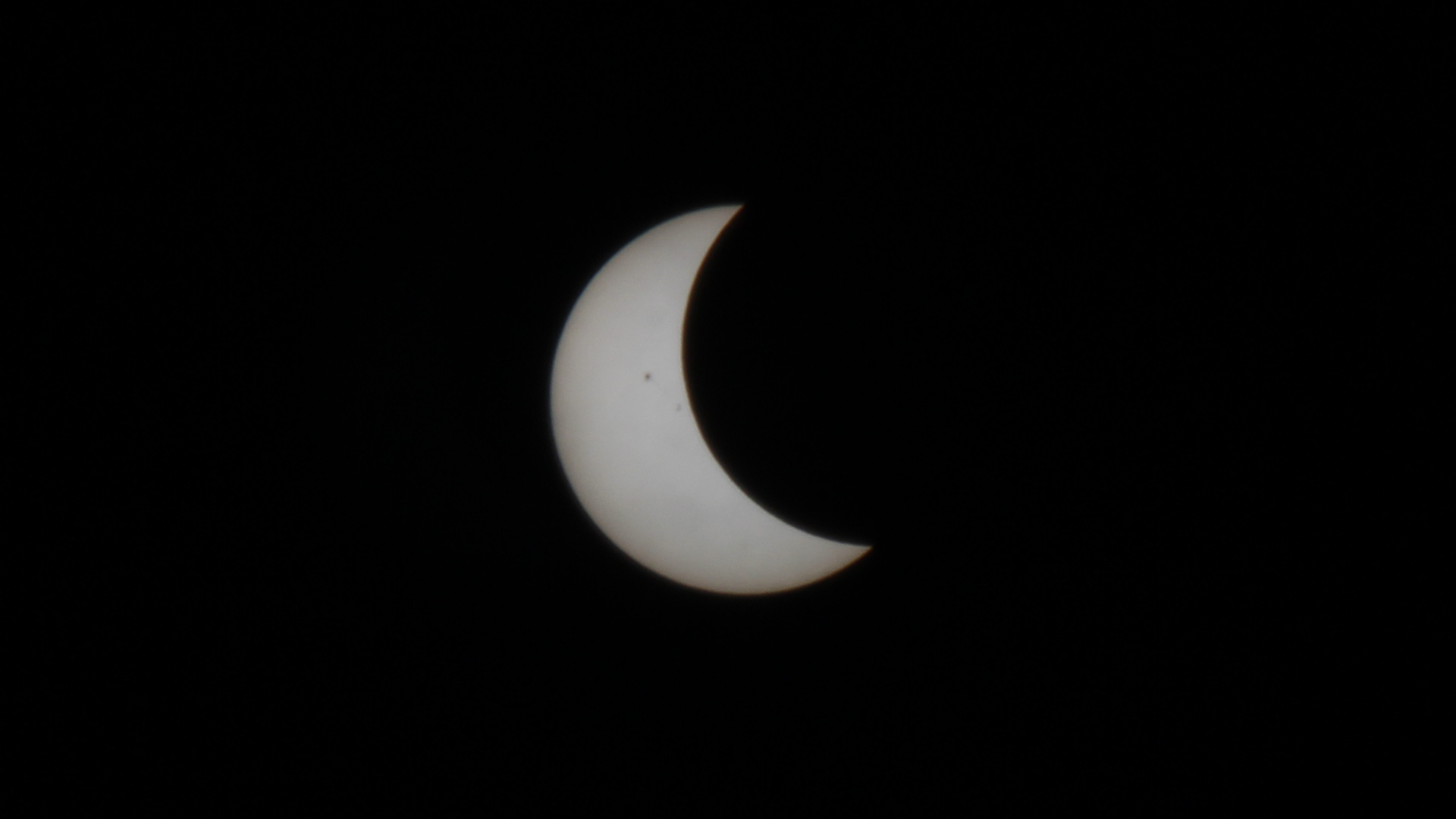
Parcial desde Magetan, Java Oriental, 03:51 UTC
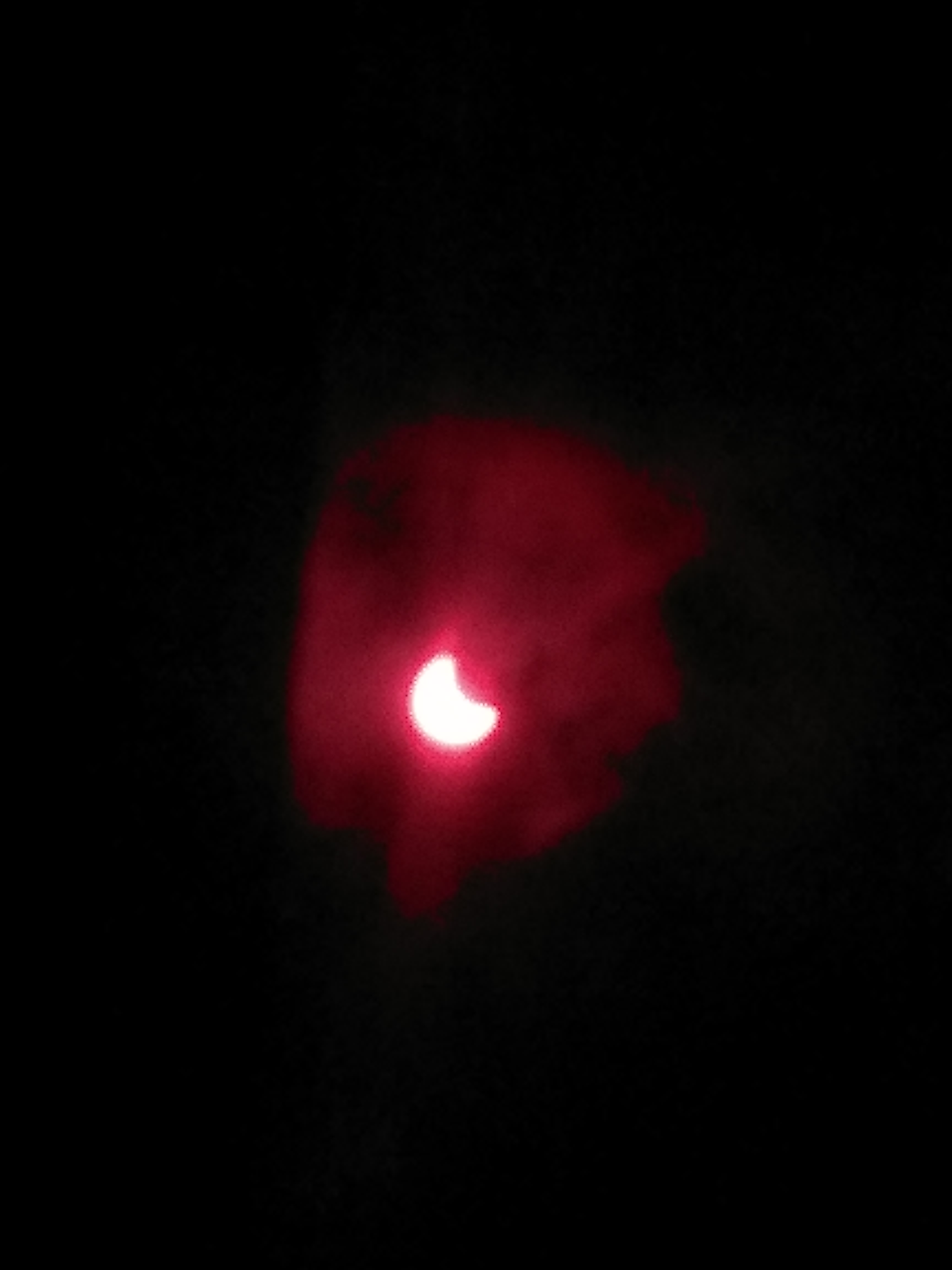
Parcial desde Palangka Raya, Kalimantan Central, 04:02 UTC
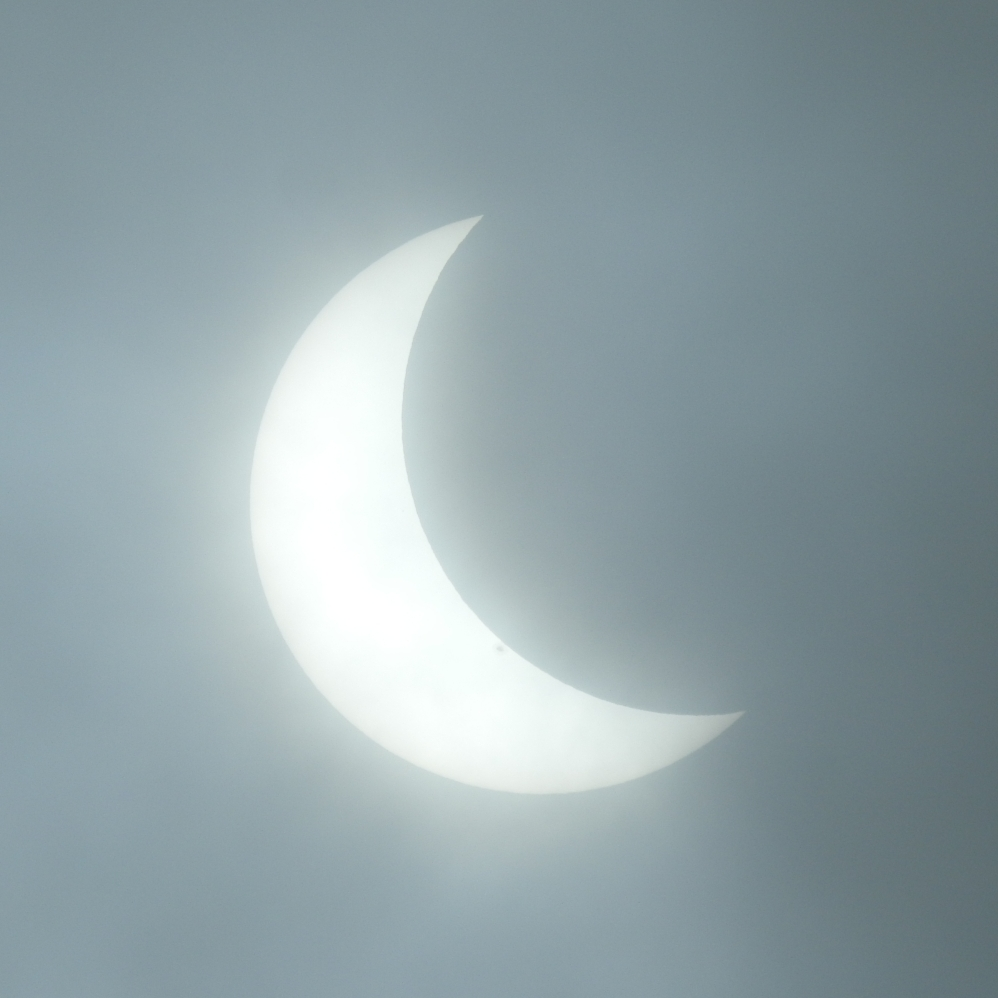
Parcial visto desde Biak, Papúa, 05:25 UTC, después de la fase de totalidad.

### Malasia

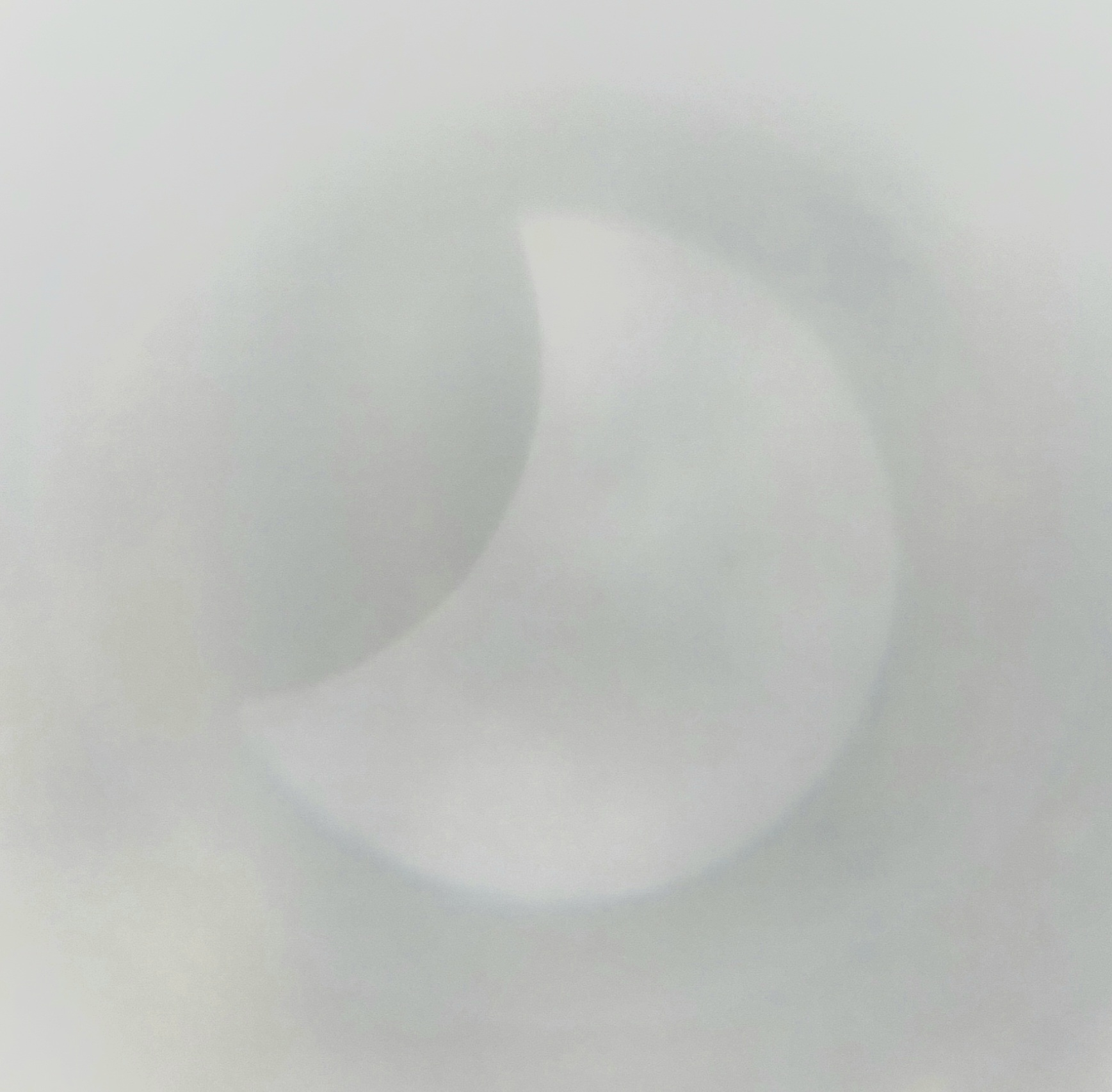
Parcial desde Sarawak, Kuching, Malasia, 04:13 UTC

### Timor Oriental

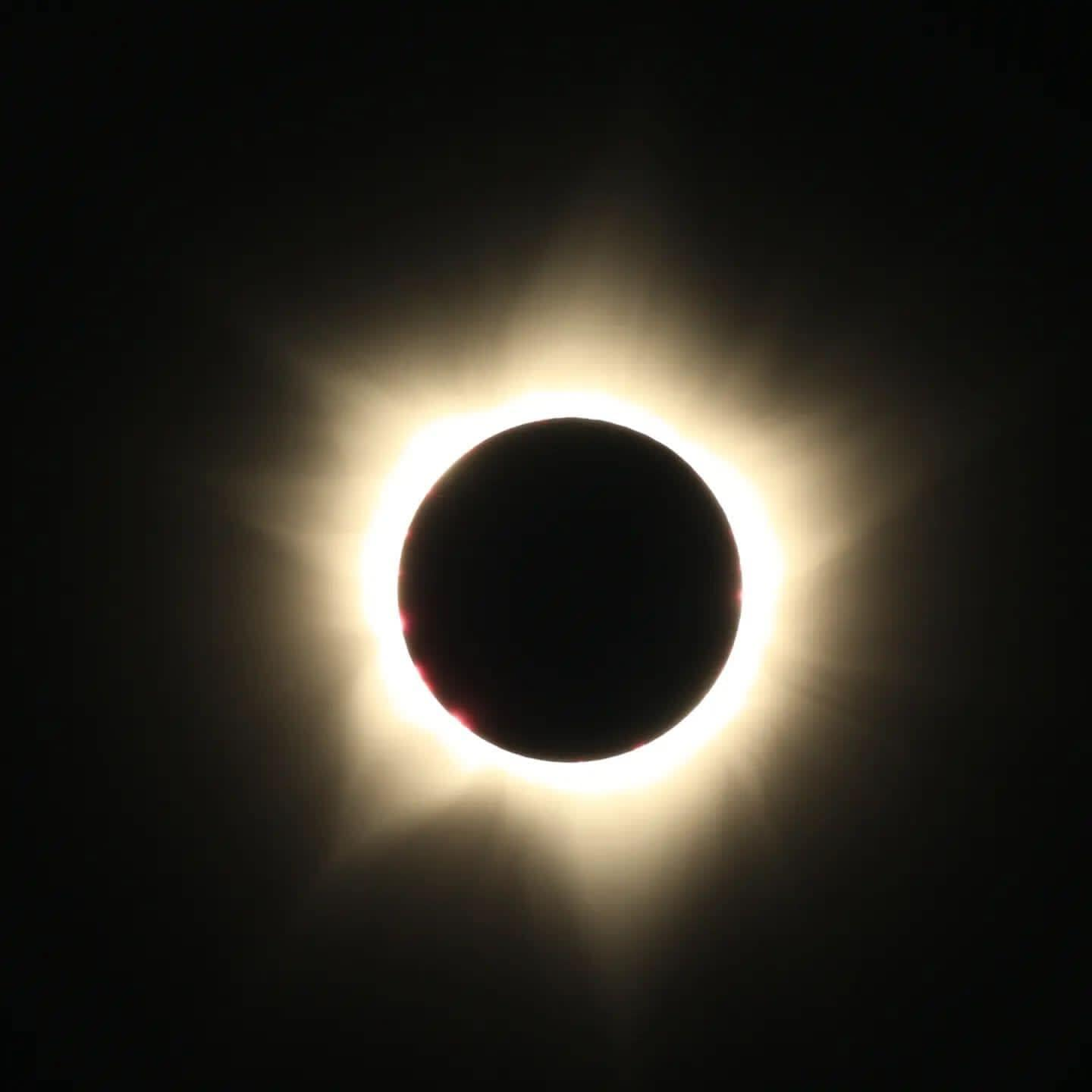

### Vietnam

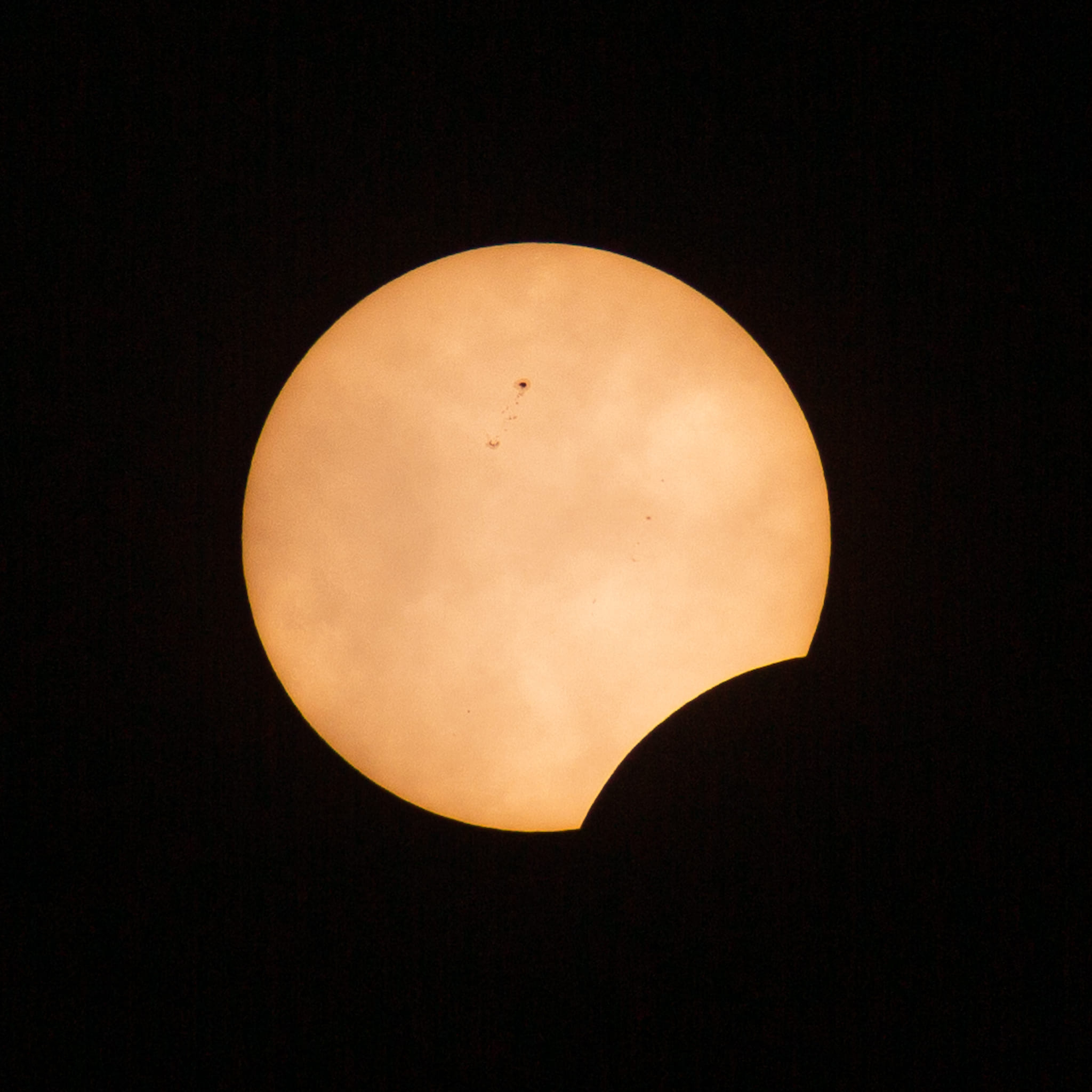
Parcial desde Ciudad Ho Chi Minh, 04:21 UTC

## Eclipses relacionados

### Tzolkinex
- Precedido por: eclipse solar del 8–9 de marzo de 2016.
- Seguido por: eclipse solar del 1 de junio de 2030.

### Ciclo de Medio-Saros
- Precedido por: eclipse lunar del 15 de abril de 2014
- Seguido por: eclipse lunar del 25 de abril de 2032

### Eclipses de 2023
- Un eclipse solar híbrido el 20 de abril.
- Un eclipse lunar penumbral el 5 de mayo.
- Un eclipse solar anular el 14 de octubre.
- Un eclipse lunar parcial el 28 de octubre.

### Eclipses solares de 2022 a 2025
Este eclipse es miembro de una serie semestral. Un eclipse en una serie semestral de eclipses solares se repite aproximadamente cada 177 días y 4 horas (un semestre) en nodos alternos de la órbita lunar.